# Obodes I
Obodes I o Obedes I (grec antic: Ὀβόδας, Obódas o Ὀβέδας, Obédas; àrab: عبادة, ʿUbāda; llatí: Obodas o Obedas) va ser un rei àrab dels nabateus que governava a la Gaulonitis o Gaulonitida cap a l'any 95 aC. Se'l suposa successor del rei nabateu Aretes II.
Alexandre Janeu, rei de Judea, va envair el seu territori el 92 aC però va perdre les seves forces, aniquilades en una emboscada a les muntanyes de Gàdara, i ell mateix es va escapar amb dificultat. Va governar fins al 87 aC, quan van pujar al tron Ar-Rabil I i Aretes III Filohel·len (87-62 aC).